# FAF Hirschau
FAF Hirschau ist ein Kegelverein aus Hirschau, dessen erste Mannschaft in der Zeit zwischen 2009/2010 und 2012/2013 der Kegel-Bundesliga (Classic) angehörte. Aktuell spielt die 1. Mannschaft in der Landesliga-Mitte.

## Chronik
Der 1958 gegründete Kegelklub "Menkenkes", der später in "Alte Freunde" umbenannt wurde, gründete 1960 die Abteilung. 1961 wurde "Fortuna" gegründet. Am 1. Juli 1992 schlossen sich die beiden Kegelklubs "Fortuna" und "Alte Freunde" zu dem jetzigen Klub "Fortuna Alte Freunde Hirschau" oder kürzer ausgedrückt "FAF Hirschau" zusammen.
Im Jahre 2009 gelang der Aufstieg in die höchste deutsche Spielklasse im Sportkegeln, der Kegel-Bundesliga (Classic). Von Saison 2009/2010 bis zur Saison 2012/2013 spielte die 1. Mannschaft in der Bundesliga. 2013/2014 bis 2015/2016 spielte die 1. Mannschaft in der 2. Kegel-Bundesliga Nord-Mitte. Von 2016/2017 bis 2019/2020 in der Bayernliga Nord. Seit der Saison 2020/2021 in der Landesliga Mitte.

## Aktuelle Mannschaften
| Mannschaft                                   | Liga                    | Wurf  |
| -------------------------------------------- | ----------------------- | ----- |
| Fortuna Alte Freunde 1                       | Landesliga-Mitte Männer | 6x120 |
| Fortuna Alte Freunde 2                       | Kreisklasse A Männer    | 4x120 |
| Fortuna Alte Freunde G1 gemischte Mannschaft | Kreisliga Frauen        | 4x120 |